# سیارک ۶۲۸۱
سیارک ۶۲۸۱ (به انگلیسی: 6281 Strnad، نامگذاری:1980SD) شش هزار و دویست و هشتاد و یکمین سیارک کشف شده‌است که در ۱۶ سپتامبر ۱۹۸۰ کشف شد.
قدر مطلق سیارک برابر ۱۳٫۰۰ است.